# Leszek Kawski
Leszek Kawski (ur. 3 czerwca 1960 w Toruniu) – polski polityk, ekonomista i samorządowiec, w latach 1998–2000 wiceminister rolnictwa, od 2010 do 2018 burmistrz Wąbrzeźna.

## Życiorys
Ukończył studia ekonomiczne na Uniwersytecie Mikołaja Kopernika w Toruniu. W latach 80. pracował jako ekonomista w Zarządzie Dróg Publicznych w Toruniu oraz nauczyciel w szkole podstawowej w Nowej Wsi Królewskiej. W latach 90. sprawował urząd wójta gminy Płużnica, będąc jednocześnie członkiem rady gminy.
Następnie od 1998 do 2000 był podsekretarzem stanu w Ministerstwie Rolnictwa i Rozwoju Wsi, później do 2001 wiceprezesem Agencji Rynku Rolnego. Po odwołaniu z tego stanowiska prowadził własną działalność gospodarczą, a w 2003 został dyrektorem generalnym Krajowej Rady Drobiarstwa w Warszawie.
Należał do Stronnictwa Konserwatywno-Ludowego i AWS. W 2004 został pełnomocnikiem Partii Centrum w województwie kujawsko-pomorskim. W 2006 uzyskał mandat radnego województwa kujawsko-pomorskiego III kadencji z listy Platformy Obywatelskiej (po rezygnacji Roberta Malinowskiego). W sejmiku kierował klubem radnych PO. Nie ubiegał się o reelekcję w 2010. Wystartował natomiast z powodzeniem w wyborach na burmistrza Wąbrzeźna, reprezentując lokalny komitet. W 2014 został wybrany na kolejną czteroletnią kadencję. W 2018 przegrał w wyborach na urząd burmistrza z Tomaszem Zygnarowskim.
Później zatrudniony w Przedsiębiorstwie Energetyki Cieplnej w Brodnicy, wszedł też w skład rady nadzorczej Przedsiębiorstwa Gospodarki Komunalnej.
Odznaczony Brązowym (1998) i Srebrnym (2005) Krzyżem Zasługi.